# Lynn Deerfield
Lynn Deerfield, geborene Rosalind Jane Hirschfeld (* 6. Januar 1950 in St. Louis, Missouri; † 11. November 2011 in University City, Missouri) war eine US-amerikanische Schauspielerin.

## Leben
Deerfield wurde als Rosalind Jane Hirschfeld als Tochter von Madelienne Moscowitz und des Antiquitätenhändlers Richard Hirschfeld geboren. Sie war das jüngste von vier Kindern. Sie hatte noch zwei Brüder und eine Schwester. Erste Erfahrungen machte Deerfield im Schultheater. Sie spielte die Hauptrolle der Emily Webb in dem Theaterstück Unsere kleine Stadt; sie wirkte auch in weiteren Schultheateraufführungen mit. Deerfield war, nach Angaben ihrer Familie, außerdem eine begabte Pianistin.
1967 graduierte sie an der Ladue Horton Watkins High School in Ladue, Missouri. Anschließend besuchte sie ein Jahr lang das St. Louis Community College im Florissant Valley.
Nach ihrem College-Abschluss ging Deerfield nach New York City. Dort absolvierte sie eine Schauspielausbildung am Neighborhood Playhouse. Zu ihren Mitstudentinnen gehörten Meryl Streep und Diane Keaton.
1970 wurde sie als neue Hauptdarstellerin für die US-amerikanische Seifenoper Die Springfield Story engagiert. Sie verkörperte bis 1976 die Rolle der Holly Norris Bauer. Sie spielte die jeweils zweite Ehefrau der Serien-Charaktere Dr. Ed Bauer (Mart Hulswit) und Roger Thorpe (Michael Zaslow). Sie gehörte zum Hauptcast der Serie. In der Serie heiratete sie 1973 in Las Vegas den Serien-Charakter Dr. Ed Bauer, der zum Zeitpunkt der Eheschließung betrunken war. Holly log Ed an; sie behauptete, sie beide hätten die Ehe vollzogen, um einer Annullierung zuvorzukommen.
Mitte der 1980er Jahre kehrte Deerfield in ihre Heimatstadt St. Louis zurück. Deerfield war dreimal verheiratet. Ihr erster Ehemann war der Wall Street-Rechtsanwalt Paul Mates. 1975 heiratete sie Bill Beutel, den späteren Anchorman von ABC News. Die Ehe wurde später wieder geschieden. In dritter Ehe war sie mit Michael Kelly (†) verheiratet.
Deerfield starb im Alter von 61 Jahren in ihrem Haus in University City, Missouri; eine Todesursache wurde nicht bekanntgegeben.

## Filmografie
- 1970–1976: Die Springfield Story